# Ясный Бор
Ясный Бор (бел. Ясны Бор) — посёлок в Чеботовичском сельсовете Буда-Кошелёвского района Гомельской области Белоруссии.

## География

### Расположение
В 21 км на юго-запад от районного центра и железнодорожной станции Буда-Кошелёвская (на линии Жлобин — Гомель), 51 км от Гомеля.

## Транспортная сеть
Транспортные связи по просёлочной, затем автомобильной дороге Жлобин — Гомель. Планировка состоит из короткой широтной улицы, застроенной деревянными домами усадебного типа.

## История
Основан в начале XX века переселенцами с соседних деревень. В 1926 году в Чеботовичском сельсовете Уваровичского района Гомельского округа. В 1929 году жители посёлка вступили в колхоз. В 1959 году в составе совхоза «Чеботовичи» (центр — деревня Чеботовичи).

## Население

### Численность
- 2004 год — 9 хозяйств, 14 жителей.

### Динамика
- 1926 год — 12 дворов, 81 житель.
- 1959 год — 57 жителей (согласно переписи).
- 2004 год — 9 хозяйств, 14 жителей.